# 押小路烏丸殿

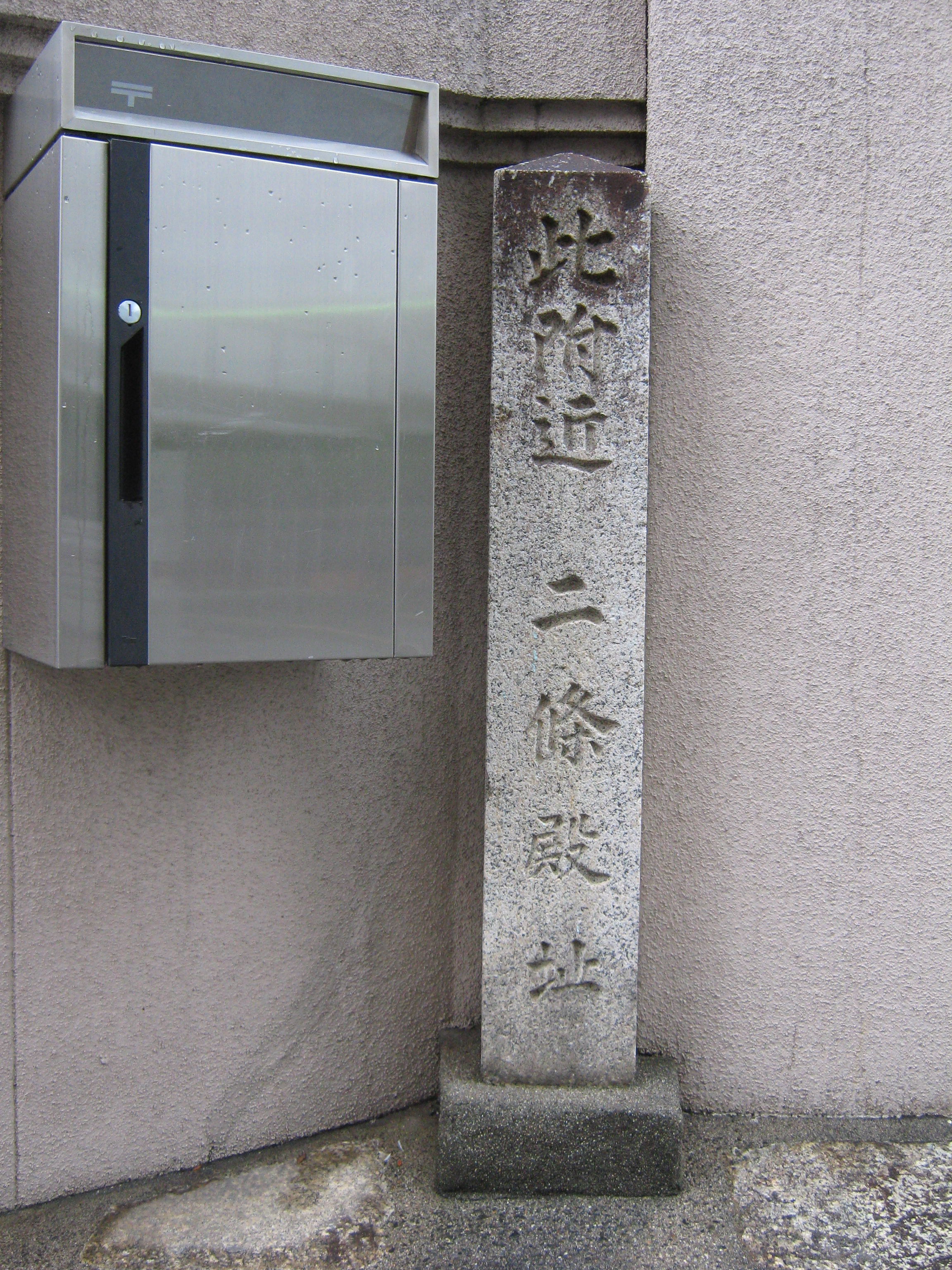
「此附近 二条殿址」の碑（京都市中京区両替町通御池上る東側、京都国際マンガミュージアム（旧龍池小学校）付近）

押小路烏丸殿（おしこうじからすまどの）は、中世京都にあった邸宅の1つ。後に二条摂関家の邸宅を経て、本能寺の変の際に織田信忠が戦死した二条新御所となる。現在の京都市中京区二条殿町及び御池之町、龍池町付近と考えられている。通称：二条殿。

## 建築
元は陽明門院（三条天皇皇女）の御所があったとされ、後に後鳥羽院の寵臣藤原範光の邸宅を経て、承元3年（1209年）に後鳥羽院の仙洞御所（三条坊門殿）となった。この邸宅の南側には後世「龍躍池」と呼ばれる広大な池が存在し、池の上には「泉殿」と呼ばれる離れが建てられ、本邸と結ばれていた。後に陰明門院（土御門天皇中宮）の御所となったが、貞応元年（1222年）の火災で焼失した。その後、正嘉元年（1257年）になって後嵯峨院によって新たな御所が造営された。これが押小路烏丸殿の直接の祖となる。弘長2年（1262年）に院が寵愛する西園寺成子に与えられて以後、彼女はここで生活した。

### 二条良実と押小路烏丸殿
さて、二条家の祖である二条良実がここに居住したとする『拾芥抄』の説があり、また「二条京極第」に邸宅が存在したことから「二条」の家名が成立したとする説もある。更に二条家に伝わる『二条押小路家門亭泉記』には二条良実が建長年間に相博したと記されている。だが、二条良実邸は後に内裏として用いられる二条富小路殿であったことが、『平戸記』寛元2年4月20日条に記された良実の冷泉殿から二条富小路殿への移転記事（「今夜殿下（二条良実）御渡二条富小路御所」 ）から確認可能であり、また良実の子二条道良が薨去したのが、二条富小路殿であったことも『経光卿記』正元元年11月8日条の死去記事（「今暁（二条道良）令薨去給云々、坐二条富小路亭、已為陣中、旁無便宜」 ）に明記されており、二条良実邸が押小路烏丸や二条京極にはなかったと考えられている（なお、当時二条富小路殿は里内裏である冷泉富小路殿とは二条大路を挟んで斜め向かいにあり、里内裏の出入口（陣）の一部とみなされていた）。また、建長年間（貞応と正嘉の間の時期）に押小路烏丸殿の施設が存在したかも不明であり、少なくても二条良実が押小路烏丸殿の主であった可能性は低い。更に室町時代後期に壬生晴富が二条持通より、相博を行ったのは永仁年間であったとする話を聞いており（『晴富宿禰記』文明10年3月9日条）、後伏見天皇が二条富小路殿にて即位した。永仁6年（1298年）以前の13世紀後半に二条富小路殿と押小路烏丸殿の相博が行われている。

### 二条家の邸宅・北朝天皇の「践祚の儀」の場所として
以後、二条家代々の邸宅となり、摂関を5度務めた二条良基の拠点もここに置かれていた。良基が17歳であった建武3年8月15日（1336年9月20日）、建武政権を崩壊させた足利尊氏の工作によって持明院統の光厳上皇及び弟の豊仁親王（後の光明天皇）が押小路烏丸殿に入り、光厳上皇の御所とされた泉殿にて親王の元服が行われ、そのまま上皇の猶子として寝殿において践祚の儀が執り行われた。ここに北朝が成立することとなり、これを吉例として次の崇光天皇の践祚もここで行われた。時代が下って、応安元年/正平23年閏6月13日（1368年7月28日）に雷雨の押小路烏丸殿の池から白龍が昇天するのを目撃したという話があり、これを聞いた中巌円月がこの池を「龍躍池」と命名したという。二条殿の庭園の姿は『おもひままの日記』に活写されており、島が点々と浮かぶ池や高さ五尺ほどの滝があったことが知られる。

### 押小路烏丸殿の衰退と完全消滅
ところが、二条家が居住して以後、度重なる火災などの災害、そして応仁の乱にも被害を受けなかった筈の押小路烏丸殿が文明9年11月11日（1477年12月16日）に放火によって焼失してしまう（奇しくもこの日は大内軍の撤退によって応仁の乱の戦闘が事実上終了した日であった）。9年後に建物は再建されたものの、これを機に二条家は当主の急死が相次ぎ（明応6年（1497年）には2歳の二条尹房が当主となるがのちに大寧寺の変で殺害されている）、政治的にも経済的にも没落の一途を辿っていった。戦国時代の『洛中洛外図』に二条殿の立派な姿が描かれているが、実際には当主は生活苦から各地の大名を頼って転々とし、邸宅の施設は荒廃して、京都の人々は身分の上下を問わずに勝手に邸内に侵入して庭や池を見て楽しむ有様であった。
その状況を立て直したのが、織田信長の上洛をいち早く支持した二条晴良であった。だが、天正4年（1576年）に押小路烏丸殿を気に入った信長は二条晴良を退去させ、自分の在京時の城とすべく村井貞勝に修繕工事を命じた（「二条御新造」（現在歴史家の間で「二条城」と呼ばれることもある）)。しかし、天正7年（1579年）にはかねて目を掛けていた儲君誠仁親王に御所として提供してしまう。以後「二条新御所」・「下の御所」などと呼ばれていた二条御新造は、天正10年の本能寺の変に際して信長の嫡男織田信忠が立て籠もったため明智光秀軍の襲撃を受けて焼失、跡地には一時羽柴秀吉により信忠の菩提を弔うため大雲院が創建されたが、間もなく寺町に移転させられ、秀吉の命により南北を走る新道（現「両替町通」）が開かれたため敷地は分割、以後民家や金座・銀座などに分割・転用され、庭園も荒廃・消滅した。

### その後の押小路烏丸殿
「龍躍池」も周辺の開発に従い縮小の一途をたどったようで江戸時代中期の『京町鑑』には「両替町人家の裏に御池の旧跡なりとて今僅かに残り池中に社等有とぞ」と記す。この旧跡は現在も室町通御池上る東側の会計事務所の裏庭に二坪ほどの池として遺っているが、地下水位の下降によって水は確認できない。当該事務所の門前には「二条殿御池跡」の石標も立つ。これがかの栄華を極めた二条家の押小路烏丸殿の地上にある唯一の遺跡である。この池の東側辺り、京都労働局局舎で改築の際に発掘調査（2002年）が行われ、池の州浜などが発掘されている。
二条殿にあったこの池は、のちに現在の「御池通」の名の起源となった。旧地の一角に建てられた小学校は、「龍躍池」の名にちなみ龍池小学校と命名されたが、1995年に廃校となり、跡地は現在旧校舎を一部利用して京都国際マンガミュージアムとなっている。現在は地域名称として「龍池学区」の名を残すのみである（京都の学区参照）。